# Sherlock (datorprogram)
Sherlock är ett program från Apple Computer som ingår i Mac OS Classic och Mac OS. Programmet var till en början ett sökverktyg, men den funktionen har nu[när?] övertagits av Spotlight. Istället erbjuds en ordbok och översättning mellan ett antal språk. Programmet är uppkallad efter Sherlock Holmes och senaste version[när?] är 3.6.2.